# Панчкула
Панчкула је град у Индији у држави Харајана. Према незваничним резултатима пописа 2011. у граду је живело 210.175 становника.

## Становништво
Према незваничним резултатима пописа, у граду је 2011. живело 210.175 становника.
| 1991.  | 2001.   | 2011.   |
| ------ | ------- | ------- |
| 70.375 | 140.925 | 210.175 |